# Wilhelm Klemm (poeta)
Wilhelm Klemm (Lipsia, 1881 – Wiesbaden, 1968) è stato un poeta tedesco.
Espressionista, membro del circolo Die Akton, fu attivo pacifista e antimilitarista nel periodo precedente al nazismo e cercò una solidarietà tra i popoli.

## Opere
- 1915 - Gloria!
- 1916 - Verse und Bilder.
- 1917 - Aufforderung.
- 1919 - Entfaltung.
- 1919 - Ergriffenheit.
- 1920 - Traumschutt.
- 1921 - Verzauberte Ziele.
- 1922 - Die Satanspuppe.
- 1964 - Geflammte Ränder
- 1981 - Ich lag in fremder Stube.